# Röthelbachalm
Die Röthelbachalm ist eine Alm im Lattengebirge am Röthelbach in der Gemarkung Forst Sankt Zeno der Gemeinde Schneizlreuth.
Die Diensthütte der Röthelbachalm steht unter Denkmalschutz und ist unter der Nummer D-1-72-131-55 in die Bayerische Denkmalliste eingetragen.

## Baubeschreibung
Bei der Diensthütte der Röthelbachalm, der sogenannten Röthelbachhütte, handelt es sich um einen zweigeschossigen, überkämmten Blockbau mit einseitig abgeschlepptem Satteldach, Bruchsteinsockel und Laube. Die Firstpfette ist bezeichnet mit dem Jahr 1927.

## Heutige Nutzung
Die Röthelbachalm wird seit 1975 nicht mehr landwirtschaftlich genutzt. Drei Kaser, davon ein Rundumkaser, wurden beseitigt.

## Lage
Die Röthelbachalm befindet sich im Lattengebirge direkt am Röthelbach in unmittelbarerer Nähe der Röthelbachklause auf einer Höhe von 980 m ü. NN.